# 短背鳍蛇鳗
短背鳍蛇鳗（学名：Ophichthus brevidorsalis）是蛇鳗科蛇鳗属的一种。模式标本采集自新喀里多尼亚。

## 鉴别特征
模式标本雄性，全长（TL）398毫米。头长为全长的9.5%；尾长为全长的59.8%；吻部尖，吻长为头长的19.4%；眼大，眼径为吻长的86.9%，头长的16.9%；背鳍起点位于胸鳍鳍端之后超5倍胸鳍长度处；上颌齿双行（后部单行）；肛门前缘无深色标记；眼上部感觉孔1+3，前鳃盖骨—下颌骨感觉孔（POM）6+2；背鳍前脊椎43，臀鳍前脊椎61，总脊椎骨数164。